# Typhlobelus ternetzi
Typhlobelus ternetzi är en fiskart som beskrevs av Myers, 1944. Typhlobelus ternetzi ingår i släktet Typhlobelus och familjen Trichomycteridae. Inga underarter finns listade i Catalogue of Life.